# أوبروي
مجموعة أوبيروي هي مجموعة فنادق فاخرة يقع مقرها الرئيسي في دلهي.  تأسست في عام 1934 ، تمتلك الشركة وتدير 31 فندقًا فاخرًا وسفينتي رحلات نهرية في 5 دول ، في المقام الأول تحت علامتي فنادق ومنتجعات أوبيروي وترايدنت.